# Thomas Wynn (1er baron Newborough)
Thomas Wynn, 1er baron Newborough (1736 - 12 octobre 1807), titré 3e baronnet de 1773 à 1776, est un homme politique britannique qui siège à la Chambre des communes entre 1761 et 1807.

## Biographie

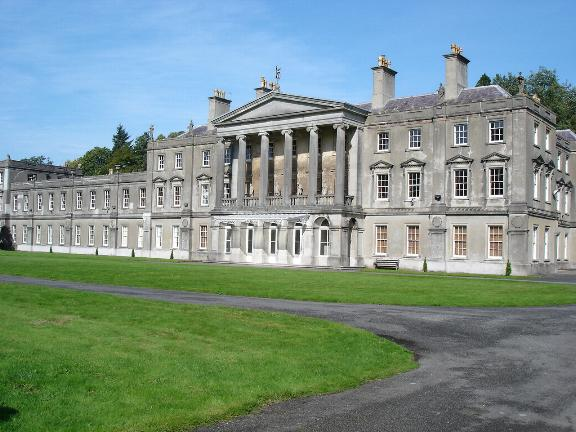
Plas Glynllifon - siège de la famille Newborough

Wynn est le fils de John Wynn (2e baronnet). Il fait un "Grand Tour" en Italie en 1759–1760. Il siège comme député du Carnarvonshire de 1761 à 1774, de St Ives de 1775 à 1780 et de Beaumaris de 1796 à 1807 et est également Lord Lieutenant du Caernarvonshire entre 1761 et 1781. Wynn succède à son père comme baronnet en 1773 et en 1776, il est élevé à la pairie d'Irlande sous le titre de baron Newborough, de Newborough.

## Mariages et enfants
Lord Newborough épouse Catherine, fille de John Perceval (2e comte d'Egmont), en 1766. Le couple a un enfant:
- John Wynn (27 avril 1772 - 18 décembre 1800)

Après la mort de Catherine en 1782, Lord Newborough se remarie à Maria Stella Petronilla, fille de Lorenzo Chiappini, en 1786; Maria Stella est née à Modigliana, près de Forlì (Italie), en 1773. Le couple a deux fils:
- Thomas John Wynn, 2e baron Newborough (3 avril 1802-15 novembre 1832)
- Spencer Bulkeley Wynn, 3e baron Newborough (23 mai 1803 - 1er novembre 1888)[3]

Lord Newborough meurt en octobre 1807 et est remplacé dans ses titres par son fils aîné de son deuxième mariage, Thomas. Lady Newborough s'est remariée et est décédée en 1843.